# میان‌رود (بخش مرکزی رضوانشهر)
میان‌رود یک روستا در ایران است که در دهستان گیل دولاب شهرستان رضوانشهر واقع شده‌است. میان‌رود ۵۰۲ نفر جمعیت دارد.